# Girl Guide
Girl Guide — кінострічка 1995 року, створена в жанрі Екшен, Гостросюжетний фільм польським режисером Юліушем Махульским. Сценарій написано за однойменною культовою повістю Михайла Щепанського (Michała Szczepańskiego).
Фільм з малим бюджетом було знято за три тижні. В головних ролях «Girls guide» дебютують харизматичний Павел Кукіз, лідер відомої рок-групи «Piersi», а також відома фотомодель і віце-місс Полонія-1993 Рената Габриельська. Обидвоє виконували покладені на них завдання, створюючи унікальний дует. Стрічка навмисно знята Махульським у напіваматорському стилі. «У фільмі є непрофесійні актори, але вони знайомі з аудиторією», — підкреслив Махульський. «Ми використовували їх автентичність, намагаючись не заважати занадто багато, і ми не були розчаровані».
Важливу роль в «Girls guide» відіграє музика, яку виконують Piersi, та фолк-гурт Trebunie Tutki спільно з групою Twinkle Brothers з Ямайки.

## Виконавці головних ролей
Павел Кукіз — Юзек Галіца
Рената Габриельська — Кінґа Мачієвська
Томаш Томашевскі — Ґері Уайз
Станіслав Радван — Станіслав Міхалак, сусід Юзека
Анжей Хшановскі — комісар
Юан Карбагал — Юсуф Нахмад

## Фабула фільму
Молодий магістр філології, що орендує квартиру у Варшаві, Юзек Галіца викладає англійську. Одного разу, за його об'явою в газеті звертається дівчина Кінґа. Молода студентка приходить до нього аби швидко освоїти англійську. Кінґа обручена з американцем Ґері. Юзек закохався у Кінґу, аж раптом опинився у центрі шпигунсько-ґанстерських розборок міжнародного масштабу. Все починається з таємничого зникнення нареченого його коханої Кінґи. Сліди ведуть до американської та арабської мафій. Юзек пірнає у небезпечний вир подій кримінального світу задля пошуку Ґері. В інтризі є багато грошей і пристрій для управління ядерними боєголовками з кодовою назвою «GIRL».

## Нагороди
На фестивалі польських художніх фільмів у Ґданську Юліуш Махульський отримує «Золоті Льви», головну нагороду Фестивалю;
Павел Кукіз — нагорода Фундації Культури Польської актору за кращий дебют;
Юліуш Махульський — «Złoty Klakier», нагорода Радіо Ґданську режисерові найбільш вподобаного фільму.

## Додатково
Пропозицію зіграти головну роль у «Girls guide» спочатку отримав Казик Сташевський, проте він відмовився. Тому було ухвалено кандидатуру Павла Кукіза.